# Васильев, Илья Иванович (Герой Социалистического Труда)
Илья́ Ива́нович Васи́льев (8 сентября 1930, Нижегородский край — 2003, Санкт-Петербург) — бригадир монтажного участка треста «Севзапэнергомонтаж» на Северной ТЭЦ, Герой Социалистического Труда (1980).
Илья Иванович Васильев работал в Ленинграде бригадиром монтажного участка треста «Севзапэнергомонтаж» на Северной ТЭЦ.
Указом Президиума Верховного Совета СССР в 1980 году за высокие производственные показатели в монтаже тепломеханического оборудования котельного цеха во время строительства энергоблоков № 2 и № 3 Северной ТЭЦ в Ленинграде (1976—1980 годы) был удостоен звания Героя Социалистического Труда с вручением ордена Ленина и золотой медали «Серп и Молот».